# محاولة انقلاب 2013 في ليبيا
محاولة انقلاب 2013 في ليبيا هي محاولة انقلابية قامَ بها مجموعة من أعضاء المؤتمر الوطني العام للسيطرة على البلاد من يدِ رئيس الوزراء علي زيدان؛ حيثُ اختُطفَ في الساعات الأولى من صباح يوم 10 تشرين الأوّل/أكتوبر على أيدي مسلحين ثم أُطلق سراحه بعد عدّة ساعات بعد أن اقتحمت ميليشيا موالية للحكومة الموقع الذي كان محتجزًا فيه. بُعيد إطلاق سراحه؛ قالَ زيدان أن الحادث كان محاولة انقلاب قامت بتدبيرها ميليشيات تتبعُ لأعضاء المؤتمر الوطني العام المعارض لرئيس الوزراء.

## خلفية
في أعقاب الحرب الأهلية الليبية؛ عانت الحكومة الانتقاليّة على عدّة جبهات بما في ذلك افتقارها لجيشٍ نظامي يحمي حدود البلد بالإضافة إلى الافتقارِ إلى قوات أمنيّة تعملُ على حفظِ الأمن والأمان مما اضطرّها إلى التعاونِ مع عددٍ من المليشيات المختلفة بشكلٍ مؤقت إلى حينِ الوصول لحل فيما يخصّ التشكيلات العسكريّة للبلد. لم يكن التعاون مع تلكَ الميليشيات – غالبيّتها شُكّلت قُبيل الإطاحة بنظام القذافي من أجلِ مقاتلة قواته – بالناجح فعلًا كون أن بعض الميليشيات والمجموعات المُسلّحة لم تكن تخضعُ بالكامل لسيطرة الحكومة الليبية.
في 5 تشرين الأوّل/أكتوبر 2013؛ نجحت قوة دلتا للجيش الأمريكي في القبضِ على أبو أنس الليبي في العاصِمة طرابلس؛ وكان أبو أنس يعملُ كخبير في مجال تقنيّة المع لدى تنظيم القاعدة كما كان مطلوبًا في الولايات المتحدة لدوره المزعوم في تفجيرِ سفاراتها عام 1998. احتُجز أبو أنس الليبي على متن سفينة يو إس إس سان أنطونيو في البحر الأبيض المتوسط على أساسِ نقلهِ في وقتٍ لاحقٍ إلى مدينة نيويورك لتقديمهِ للمحكمة الجنائية. أثارَ خبر القبض على أبو أنس جدلًا كبيرًا حيثُ ادعى المسؤولون الأمريكيون أن الحكومة الليبية قد وافقت على عمليّة مداهمة مقرّه والقبض عليهِ فيما نفت الحكومة الليبية أيّ تورطٍ رسميّ لها فيما جرى واصفةً الحادث بأنه «عمليّة خطف». وعلى الرغم من النفي الرسمي لهذه الأخيرة؛ شكّك الكثير من الليبيين في صدقيّة بيان حكومتهم فيما اتهمها آخرون بالتورط المُباشر في العمليّة أو الموافقة على الأقل عليها ونتيجة لذلك؛ تعرضت الحكومة الإسلامية لانتقادات شديدة حينَها كما نظمت احتجاجات مناهضة لها في مدينة بنغازي يوم الاثنين الموافق للسابع من تشرين الأول/أكتوبر.

## أحداث

### الخطف
في الساعات الأولى من يوم الخميس الموافق لـ 10 تشرين الأول/أكتوبر 2013؛ اختُطف زيدان من فندق كورينثيا في طرابلس على أيدي مسلحين وتم نقله إلى مكانٍ مجهول. حسبَ بعض الرويات؛ فإنّ مجموعة مؤلفة من 150 مُسلحًا – يُتهمون بالتشدّد – وصلت إلى الفندق على مثنِ شاحنات صغيرة ثم دخل المُسلّحون الفندق حيثُ بقيَ بعضهم في مكتب الاستقبال بينما توجه آخرون إلى الطابق الحادي والعشرين؛ حيث كان زيدان يقيم. اشتبكَ المسلحون مع حراس زيدان الشخصيين قبل أن يقوموا بخطفه حيثُ قادوه إلى خارج الفندق في حوالي الساعة 5:15 صباحًا. لم يُقتل أحد خِلال «عمليّة الأسر» وزعمَ زيدان فيما بعد أن الخاطفين لم يكونوا على ما يبدو قد خططوا لما يجبُ القيام به حيثُ فشلوا في الاتفاقِ على المكان الذي سيأخذونه إليه. ادعى زيدان أيضًا أن مختطفيه حاولوا في البداية نقله إلى الزاوية؛ لكنهم قرروا فيما بعد اصطحابه إلى منطقةٍ ما في طرابلس كما ذكر زيدان أن شوارع العاصِمة كانت خالية من دوريات الأمن حينها.

### الارتباك
تسبّبت عملية الاختطاف في ارتباكٍ لعدة ساعات حيثُ خشى الكثيرون في طرابلس من حدوث انقلاب؛ فيمَا نفى مكتب رئيس الوزراء الليبي التقارير الأولية عن الاختطاف قبل أن يعترف بذلك في وقتٍ لاحقٍ. في ذلك الوقت؛ غادرت وحدات الشرطة منطقة فندق كورنثيا ومكتب رئيس الوزراء واستُبدلت بمسلّحين موالين لميليشيات لمناهضة للحكومة بينمَا زعم عبد المنعم الهور المسؤول في لجنة مكافحة الجريمة بوزارة الداخلية أنّ زيدان كان رُهن الاعتقال وستُوجّه إليه تهمة انتهاك أمن الدولة. كردٍ فعلٍ حول الأزمة؛ عقدَ مجلس الوزراء الليبي اجتماعًا طارئ في مقرّ وزارة الكهرباء لتحديدِ ما يجبُ القيام به.
انحازت ميليشيا الزنتان – وهيَ إحدى أقوى الجماعات المسلحة في ليبيا – إلى جانب الحكومة حيثُ حشدت عدّة وحدات تابعة لها وهددت بالانتقال إلى العاصِمة من أجلِ دكِّ قواعد الميليشيات المسؤولة عن عمليّة الخطف. بعدَ ساعات من ذلك؛ خرجت جماعة الثوار الليبيين ببيانٍ قالت فيهِ إنها اختطفت زيدان كرد فعل على تورط حكومتهِ في القبض على أبو أنس الليبي، وتصريحاته في أواخر أيلول/سبتمبر والتي طالبَ فيها بإرسال قوّة دولية إلى ليبيا لنزعِ سلاح «الميليشيات الثورية» وتصفيتها وهي التي عملت – حسبَ بيان المجموعة – معَ حلف شمال الأطلسي على الإطاحة بنظام معمّر القذافي. زعمت المجموعة أيضًا أنها كانت تتصرّفُ بناءً على أوامر المدعي العام على الرغم من أن مكتب المدعي العام نفى إصدارَ أمرٍ بالقبض على زيدان.
زار رئيس المؤتمر الوطني العام نوري أبو سهمين رئيس الوزراء زيدان لحوالي 20 دقيقة في محاولةٍ منه لإقناع الخاطفين بالإفراج عنه؛ كما وصلَ نائب وزير الدفاع خالد الشريف إلى المكان الذي كان يقبعُ فيه زيدان وظل لعدة ساعات هناك في محاولةٍ منه أيضًا لإقناع الخاطفين بالإفراج عن رئيس الوزراء قبل أن يُغادر في النهايةِ لتقديم تقريرٍ إلى المؤتمر الوطني العام.

### إطلاق السراح
كان المبنى الذي كان محتجزًا فيه زيدان محاطًا بالسكان المحليين والوحدات الموالية للحكومة بما في ذلك لواء الدعم الأول بقيادة هيثم التاجوري واللواء 106. لقد حاولَ لواء الدعم الأول التفاوض مع خاطفي زيدان؛ ولكن في نهاية المطاف تمّ إطلاقُ سراحه بعد أن قام اللواء 106 باقتحام المبنى مُخلِّصًا زيدان الذي ظل كرهينة لمدة ست ساعات تقريبًا.

## ما بعد الخطف
أدانت الولايات المتحدة وبريطانيا وفرنسا والأمم المتحدة عملية الاختطاف كما تعهدوا جميعًا بدعمِ «انتقال ليبيا إلى الديمقراطية».عقبَ إطلاق سراح زيدان؛ أصدرت الحكومة الليبية بيانًا ألقت فيه باللوم على مجموعة الثوار الليبيين. هذهِ الأخيرة وعلى الرغم من إعلانها مسؤوليتها سابقًا عن عملية الخطف؛ نفت فيما بعد إطلاق سراح زيدان قيامها بأيّ دورٍ في عملية الاختطاف وادعت أن أي تصريحات موجودة في وسائل الإعلام غير صحيحة.
في مؤتمر صحفي عُقد في وقت لاحق من نفس اليوم؛ أعلنَ نوري أبو سهمين مسؤوليته عن إنشاءِ غرفة عمليّات الثوار الليبيين في تمّوز/يوليو من عام 2013 مدعيًا أنه فعل ذلك من أجل حماية طرابلس ومؤسسات الدولة المُختلفة نافيًا أن تكون المجموعة قد تصرّفت تحت أي أوامرٍ منه.
كشفَ مصدرٌ في مكتب المدعي العام في ليبيا في 10 أكتوبر/تشرين الأول أن عبد المنعم السعيد رئيس وكالة مكافحة الجريمة في قضاء الفرناج في طرابلس يخضعُ للتحقيق لدوره في اختطاف زيدان؛ فيمَا زعم مصدرٌ آخر أن مذكرة التوقيف التي من المفترض أن يوقعها النائب العام كانت مزورة مؤكدًا – المصدر ذاته – على أن العديد من مسؤولي الأمن الآخرين كانوا على علمٍ بالخطف المخطط له في الأسبوع الذي سبقه لكنهم لم يفعلوا أيّ شيء.

### اتهامات بالمسؤوليّة
في خطاب تلفزيوني في 11 تشرين الأول/أكتوبر؛ وصفَ زيدان الحادث بأنه محاولة انقلاب وألقى باللوم فيه على حزب سياسي لم يذكر اسمه في المؤتمر الوطني العام كما ادعى أن الحزب قد فشل في السابق في حشدِ ما يكفي من الأصوات في المؤتمر الوطني العام لإقالتهِ من منصبه كرئيس للوزراء بالوسائل الدستورية فلجأَ بالتالي إلى القوة. تعهّدَ زيدان أيضًا بالرد القوي على خاطفيه وأشارَ إلى احتمال قيام الحكومة الليبية بمداهمة مقراتهم كما ذكر أنه قد تمّ تشكيل لجنة للأزمات وأنه يجري الآن صرف أموال للشرطة وقوات الأمن من قِبل البنك المركزي الليبي، كما أنكر زيدان أن يكون نوري أبو سهمين رئيس المؤتمر الوطني العام قد لعبَ أيّ دورٍ في عملية الاختطاف.
في مؤتمر صحفي عقده بعد ظهر يوم 20 تشرين الأول/أكتوبر؛ اتهمَ زيدان أسماء محددة بالضلوعِ في عمليّة خطفه وقال إن مصطفى التريكي ومحمد الكيلاني – وكلاهما سياسيانِ مستقلان وعضوينِ في المؤتمر الوطني العام عن الزاوية – كانَ وراء أوامر الخطف كما ركّز على الكيلاني باعتبارهِ «إسلاميّ متطرف». خلال الحرب الأهلية الليبية؛ عملَ كل من الكيلاني والتريكي في لواءٍ مُتمرد يعرف باسم لواء شهداء الزاوية وكان الكيلاني قائدًا للواء بينما كان التريكي عضوًا بارزًا فيه ويُعتبر الاثنان قريبانِ من الجماعة الليبية المقاتلة رغم أنهما ليسا عضوين فيها. يُعدّ الكيلاني أيضًا شخصية رئيسية في المؤتمر الوطني العام حيثُ دفع باتجاه اقتحام بني وليد في تشرين الأول/أكتوبر من عام 2012 كما خدمَ بصفته العسكرية خلال الحصار.
من بين الأسماء الأخرى التي اتهما زيدان بالمُشاركة – بطريقة مباشرة أو غير مباشرة – في عمليّه خطفه؛ هناك عبد الحكيم البلغزي المتحدث الرسمي باسمِ وكالة مكافحة الجريمة كما أكّد زيدان أيضًا أنه أثناء احتجازه في مبنى الوكالة؛ استُجوبَ من قِبل عبد المنعم السعيد وكذلك عادل السعيد؛ موضحًا أن هاتفه المحمول قد فقدهُ أثناء احتجازه لكن مزود الخدمة ساعدهُ في استعادته من يدِ أحد الخاطفين.

### ردود الخاطِفين
بدورهما عقدَا التريكي والكيلاني مؤتمرًا صحفيًا مساء يوم 20 تشرين الأول/أكتوبر للرد على ادعاءات زيدان حيثُ نفوا كل التهم التي وُجّهت لهما واصفينَ زيدان بأنه «كاذب»، كما زعما أن زيدان كان يُحاول إلقاء اللوم عليهما من أجل صرف الانتباه عن إخفاقاته والخروج من الحادث كبطل. ومع ذلك؛ اعترفَ التريكي الكيلاني بمحاولتهما الفاشلة سابقًا في تنظيم تصويتٍ لحجب الثقة من أجل الإطاحة بحكومة زيدان.
في ذات المنصّة التي ألقى فيها التريكي والكيلاني بيانهمَا؛ كان هناك عبد المنعم السعيد الذي قالَ إنّه فخورٌ باعتقال زيدان متهمًا إيّاه بالتورطِ في أعمال فساد كما زعم السعيد أنه تمّ العثور على المخدرات في سيارة زيدان قبل بضعة أشهر وأنه لا يوجد دليل يُؤكّد أن زيدان يتمتع بأي نوع من الحصانة السياسية التي تُنقذه من الاعتقال والمقاضاة. في الواقع؛ يحقّ لأعضاء المؤتمر الوطني العام الحصول على الحصانة مما يعني أنه لا يمكن إجراء تحقيق أو محاكمة أحد أعضاء المؤتمر حتى نزع الحصانة عنه؛ ومع ذلك يمكن أن يصوت أن يجري تصويتٌ لإزالة الحصانة من الأعضاء الحاليين كما حدث في أوائل تشرين الأول/أكتوبر 2013 عندما تمت إزالة الحصانة من العديد من أعضاء المؤتمر المتهمين بالتشهير بأعضاء حزب العدالة والبناء.

## ردود الفعل
طالبَ محمد صوان رئيس حزب العدالة والبناء في خطابٍ له زيدان بالاستقالة حيثُ اتهمه بسوء الإدارة وادعى أنه هو نفسهُ السبب الحقيقي في عمليّة الاختطاف كما ادعى صوان أيضًا أن المؤتمر الوطني العام كان يسعى إلى استبدال زيدان؛ على الرغم من انتقاده لما جرى ووصفه لعملية الخطف بأنه «سلوك غير مسؤول». أنكرَ صوان في البيانِ نفسه التأويلات التي قالت بأنّ زيدان كان يُشير إلى حزب العدالة والبناء عندما أشار إلى وجود حزب سياسي لم يكشف عن اسمه كانَ وراء محاولة الانقلاب. وكان صوان قد طالب في أيلول/سبتمبر بإزالة زيدان عن طريق حجب الثقة مُلقيًا باللوم عليهِ في كلّ «مشاكل ليبيا»، لكنّه لم يتحدث قط علنا عن سحب وزراء حزب العدالة والبناء الخمسة من الحكومة؛ فيما أفادت بعضُ التقارير بأن الحزب قد فشلَ في محاولة جمع 120 صوتًا اللازمة لإقالة زيدان من مكتبه ما اضطرّه لعرضِ هدنة معه. على الجهة المُقابلة؛ أصدرَ مجلس الزنتان المحلي في 10 تشرين الأول/أكتوبر بيانًا طالبَ فيه باعتقالِ جميع المُشاركين في اختطاف محمد زيدان ومعاقبتهم؛ كما ألقى المجلس باللوم على المؤتمر الوطني العام ورئيسهِ نوري أبو سهمين في إنشاء غرفة العمليات الثورية الليبية.